# منصور باقریان
منصور باقریان روزنامه‌نگار، نویسنده، مسئول و سرپرست روزنامه شفق بود پس از انقلاب ایران در سال ۱۳۵۷ در ایران، در ۲۱ تیر ۱۳۵۸ به اتهام فساد فی‌الارض، به همراه پری بلنده و اشرف چهارچشم و ثریا ترکه، تیرباران شد.

## فعالیت در سینما
منصور باقریان به عنوان تهیه کننده در سینمای ایران نیز فعالیت داشت. اکثر فیلم‌هایی که وی تهیه کرده بود توسط رضا صفایی کارگردانی شده بودند. وی همچنین تهیه کنند دو فیلم مشترک ایرانی را با اسرائیل بود که هر دو کارکرد بسیار ضعیفی داشتند و منجر به شکست تجاری برای باقریان شدند.
فهرست فیلمهایی که توسط منصور باقریان تهیه شدند:
1. ماجرای جنگل (۱۳۳۹)
2. پرتگاه مخوف (۱۳۴۲)
3. جهنم زیر پای من (۱۳۴۳)
4. پاسداران دریا (۱۳۴۴)
5. شوخی نکن دلخور میشم (۱۳۴۵)
6. بندرگاه عشق (۱۳۴۶) - محصول مشترک ایران و اسرائیل
7. پا تو کفش من نکن (۱۳۴۸) - محصول مشترک ایران و اسرائیل

## اتهامات
- از گردانندگان کودتای ۲۸ مرداد (در روزنامه شفق علیه دکتر مصدق و مبارزین راه حق و عدالت و اسلام مقاله نوشته)
- دایر نمودن عشرت‌کده در سنندج و تهران و تهیه‌کنندگی و وارد نمودن  فیلم‌های پورنوگرافی برای منحرف‌کردن و به فساد کشیدن نسل جوان، روابط نامشروع جنسی و اقدام به واردات داروهای محرک جنسی، آلات و ابزار مصنوعی زنانه و مردانه.[۲]